# Петранка Костадинова
Петранка Костадинова (на македонска литературна норма: Петранка Костадинова) е народна певица от Македонската фолклорна област.

## Биография
Петранка Костадинова е родена в Сомбор, Сърбия, като дете в семество на бежанци от Егейска Македония. Детството си прекарва в Демир Капия, а юношеството в Неготино. Установява се в Скопие, където се омъжва. Първите песни, които пее са „Не кажувай либе добра нок“ и „Во Струмица на улица“ на Наско Джорлев. Оттогава Костадинова пее много народни македонски песни и участва в много фестивали с авторски песни.
На 3 февруари 2002 година, след студиен запис на песента си за Гоце фест 2002 в Македонската радио-телевизия, Костадинова е блъсната от автомобил на пешеходна пътека в Скопие и умира.